# Mandola argelina
A mandola argelino (mandol ou mondol) é instrumento que se assemelha a uma bandolim alongado, é feito de cordas de aço, e é popular na música da Argélia, Cabila, Chaabi e Nuba (música clássica andaluza).
O nome pode levar a confusão, já que "mandola" é uma palavra francesa para mandola, o instrumento a partir do qual foi desenvolvido. A mandola argelino não é, no entanto, um mandola francesa, mas é do tamanho de um bandoloncelo.
O instrumento também tem sido chamado um "mandoluth" quando se descreve o instrumento tocado pelo músico argelino-francês, Hakim Hamadouche. No entanto, o luthier para um dos instrumentos de Hakim o descreve como uma mandola.

## Estrutura
É um instrumento de corda, construído numa caixa como uma guitarra, mas com forma de amendoa, como a mandola, com uma parte posterior plana e de pescoço largo (como o de uma guitarra). Pode-se encontrar de oito, dez, ou doze cordas duplicadas, e pode ter outras para proporcionar outros tons, que se utilizam para reproduzir música árabe e melodias turcas . Uma das variantes tem a mais grossa das cordas sozinha em vez de haver cordas duplicadas. O buraco de som é normalmente em forma de diamante, mas pode ser redondo, e às vezes com rosetas.
Os instrumentos têm sido criados com uma longitude de escala de 25.5 polegadas (650 mm), mas também existem os de 27 polegadas. A longitude total do instrumento é de aproximadamente 990 mm (por volta de 39 polegadas). largura é de 340 mm (por volta de 13,4 polegadas) e a profundidade de 75 mm (3 polegadas).
A longitude da escala põe a mandola na faixa de instrumentos barítonos ou baixos, como o mandocello. O mesmo pode ser refinado como uma guitarra, oud ou mandocello, dependendo da música que interprete o músico. Quando é refinado como uma guitarra, as cordas se podem ajustar (E2) (E2) A2 A2 D3 D3 G3 G3 B3 B3 (E4) (E4). O uso do mandol como um oud árabe requer de uma afinação D2 D2 G2 G2 A2 A2 D3 D3 (G3) (G3) (C4) (C4). Para que se possa utilizar como um mandocello a afinação se dá com quintas partes C2 C2 G2 G2 D3 D3 A3 A3 (E4) (E4).

## História

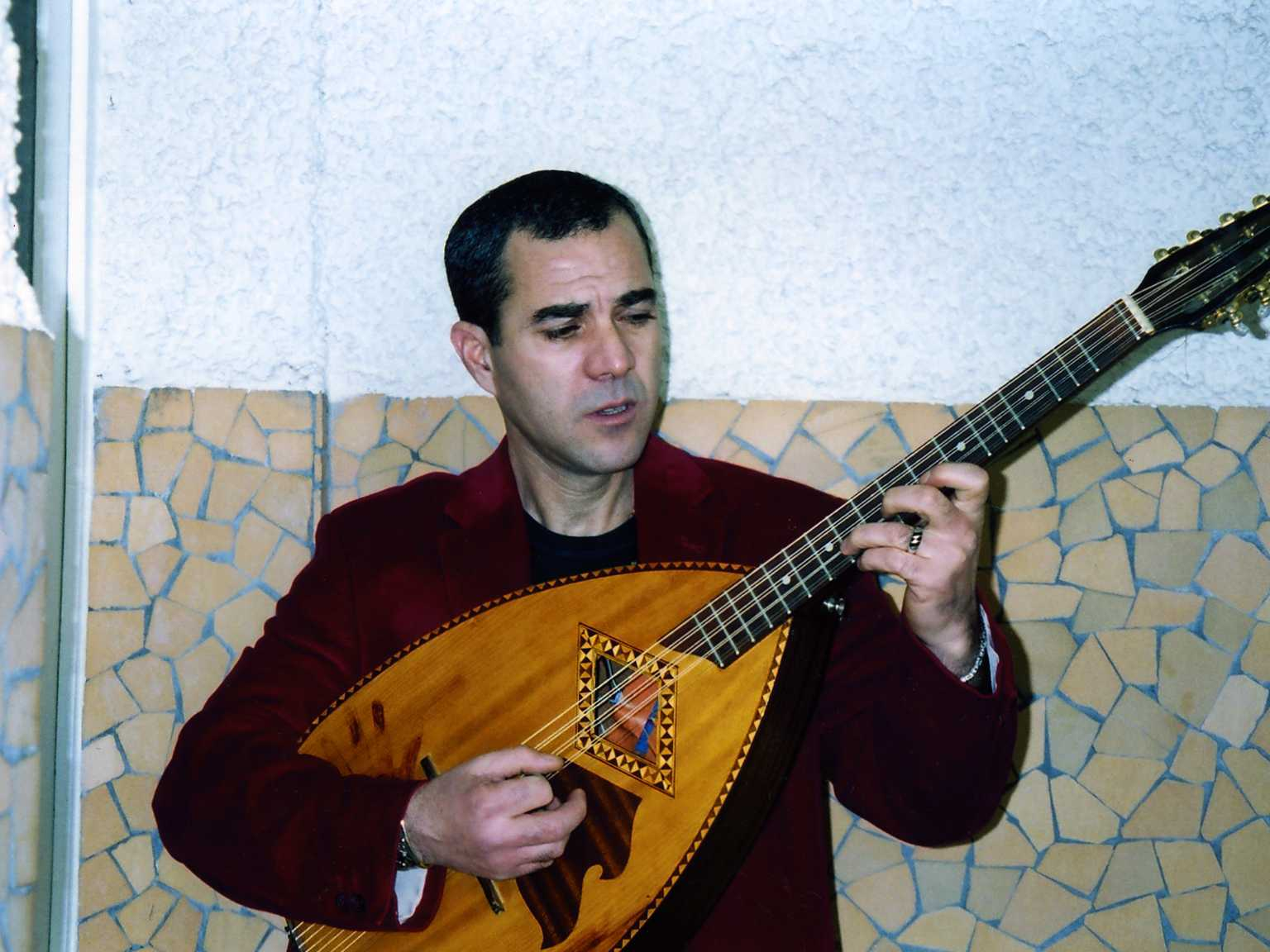
Karim Tizouiar com um mandol. A sua música ajuda a conservar e reviver a língua berber e o seu património.

O mandol foi a mandola europeia, renascida na Argélia. No Norte de África a variante foi criada em 1932 pelo luthier italiano Jean Bélido, seguindo as recomendações feitas pelo músico argelino El Hadj M'Hamed El Anka.
El Anka, que é conhecido pelas suas contribuições à música Chaabi, aprendeu a tocar a mandola quando era jovem. Ele via a mandola utilizada nas orquestras andaluzas como "demasiado forte e pouco amplificada".
Bélido, um professor de música e luthier em Bab El Oued, mudou o tamanho da "demi-mandol" aumentando-o e mudando a estrutura da caixa de ressonância, a espessura e as cordas. O instrumento que ele criou é mais próximo ao mandolonchelo na família das mandolinas.

## Lutiers
- Rachid Chaffa, é um lutier de mandol para os artistas Guerrouabi, Amar Ezzahi, Boudjemaa El Ankis, Takfarinas e Maatoub Lounas.[13]